# Planicosta-Sandstein
Der Planicosta-Sandstein kommt bei Lemgo in Nordrhein-Westfalen in ganz geringer Ausdehnung vor, die für die Werksteingewinnung keine große Rolle spielte. Bei Hessisch-Oldendorf in Niedersachsen befindet sich ein nennenswertes Vorkommen in einer bis zu 3 Meter mächtigen Sandsteinschicht des Lias vor, die linsenförmig ausgebildet ist. Er hatte gewisse regionale Bedeutung als Werk- und Bruchstein. Dieser Sandstein ist graubraun, feinkörnig und glimmerhaltig. Seine einstigen Abbaustellen wurden schon vor Längerem aufgegeben, zudem hatte er nur eine geringe und lediglich regionale Bedeutung.